# CBMT-DT
CBMT-DT (qui s'identifie en ondes sous le nom de CBC Montreal) est une station de télévision québécoise publique de langue anglaise située à Montréal appartenant à la Société Radio-Canada, située dans la Maison de Radio-Canada et faisant partie du réseau CBC. Son émetteur est situé au sommet du mont Royal.

## Nouvelles
CBC Montreal (CBMT) produit un bulletin de nouvelles tous les jours à 18 h et 23 h.

## Histoire
La station CBFT était bilingue depuis son lancement en 1952, dévouant 40 % de sa programmation en anglais, et son antenne rejoignait le nord du Vermont où aucune station de télévision n'était présente. Après la mise en fonction du lien micro-onde en 1953 reliant Toronto, Ottawa et Montréal, la Société prépare le lancement de la station CBMT. Le lancement était prévu le 28 décembre 1953, mais a été remis au 10 janvier 1954 à cause du mauvais temps ayant retardé les travaux à l'émetteur au Mont-Royal. Une version en anglais de Pépinot et Capucine y était produite et diffusée aussi à Toronto.
Plus tard en 1954, les stations américaines voisines sont lancées : WMTW (en) (ABC) Poland (Maine) le 25 septembre, WCAX-TV (CBS) Burlington (Vermont) le 26 septembre, et WPTZ (NBC) Plattsburgh le 8 décembre. Certaines émissions en soirée sont ainsi doublées.
Dans la ville de Québec, la station privée CFCM-TV est lancée le 17 juillet 1954, offrant des émissions bilingues jusqu'au lancement de CKMI-TV le 17 mars 1957, située dans les mêmes studios. Cette dernière change d'affiliation pour le réseau Global en septembre 1997, laissant son émetteur à la disposition de la Société Radio-Canada qui rediffuse la programmation de CBMT. CBMT devient ainsi la seule station CBC de la province.
Le signal de CBMT est distribué chez la plupart des câblodistributeurs du Vermont et du nord de l'état de New York, donnant accès à ses émissions originales tels que Hockey Night in Canada. Depuis les années 2010, la mise en ondes de la station est centralisée au Canadian Broadcasting Centre à Toronto avec redondance à la Maison de Radio-Canada en cas de panne.

### Télévision numérique terrestre et haute définition
CBC et Radio-Canada opère plus de 600 antennes analogiques à travers le pays. Le CRTC a imposé la date du 31 août 2011 pour la fin de la télévision analogique par antenne où tous les diffuseurs doivent fonctionner en numérique, mais plus tard a identifié 28 marchés obligatoires à la transition. Compte tenu des coûts importants dans le remplacement et l'acquisition d'équipement de diffusion vers le numérique, CBC a décidé de ne convertir que dans les marchés obligatoires où elle possède une station, éteignant les ré-émetteurs dans les marchés obligatoires et laissant les autres en mode analogique.
Plusieurs marchés se retrouveraient donc sans le service de CBC Montréal dans les villes de Québec, Sherbrooke, Trois-Rivières et Saguenay. Devant le mécontentement de la population, CBC a déposé une demande afin de conserver un service analogique dans ces régions et le CRTC leur a accordé une période d'un an pour effectuer la conversion au numérique.
CBMT Montréal a été la première station du réseau CBC à diffuser en mode numérique terrestre le 21 février 2005 au canal 20 depuis le toit de la Maison de Radio-Canada. Le 1er septembre 2011 à minuit, CBMT a éteint son antenne analogique au canal 6 et passé au canal 21 depuis le Mont Royal. En cas de travaux sur le Mont Royal, l'émetteur sur le toit de la Maison de Radio-Canada prend le relais, mais à faible puissance.
Dans la ville de Québec, CBVE-TV diffusait au canal 5 à partir de la tour de CFCM sur la rue Myrand. Le 1er septembre 2011 après avoir éteint le canal 5, CBC a remplacé le signal analogique de CBVT (Radio-Canada) au canal 11 sur le Mont Bélair par celui de CBVE en réduisant la puissance à 33 kW.
À Trois-Rivières, après avoir éteint CBMT-1 au canal 28, CBC a remplacé le signal analogique de CKTM (Radio-Canada) au canal 13 par celui de CBMT-1 en réduisant la puissance à 47 kW. Le canal 28 est alors utilisé pour diffuser CKTM-DT en numérique.
À Saguenay, CBJET au canal 58 a été conservé mais la puissance a été réduite de 12 kW à 496 W, afin de respecter les règles sur les émetteurs de faible puissance.
Aucun changement pour l'émetteur CBMT-3 de Sherbrooke au canal 50 d'une puissance de 14 kW.
La production des émissions nationales est graduellement passée en mode haute définition, suivi des bulletins de nouvelles locales. Aujourd'hui, la presque totalité des émissions sont diffusés en haute définition dans le format 16:9, à l'exception des émissions provenant des archives produites en format standard 4:3.

## Émetteurs
Au cours des années 1970 et 1980, de nombreux ré-émetteurs ont été installés à travers la province dans les communautés incluant Sherbrooke, Trois-Rivières, Saguenay, Thetford Mines, Chibougamau, Baie-Comeau, La Tuque, Kuujjuaq, Îles de la Madeleine, Alma, Sept-Îles, Malartic, Gaspé, Maniwaki, ainsi qu'à Québec en 1997.
À la suite des compressions budgétaires, CBC annonça en avril 2012 la fermeture de tous ses émetteurs analogiques au pays dès le 31 juillet 2012, ce qui fut fait dans la nuit du 31 juillet au 1er août 2012 à travers tous le pays, tournant une grande page de l'histoire canadienne de la télédiffusion.
Seul l'émetteur numérique de Montréal reste en fonction.